# Sant Martí d’Albars
Sant Martí d’Albars (spanisch San Martín del Bas) ist eine katalanische Gemeinde (Municipio) mit 140 Einwohnern (Stand: 2024) in der Provinz Barcelona im Nordosten Spaniens. Sie liegt in der Comarca Osona. 

## Geographie
Sant Martí d’Albars liegt etwa 78 Kilometer nördlich von Barcelona in einer Höhe von ca. 650 m. 

## Demografie
| 1900 | 1930 | 1950 | 1970 | 1981 | 1991 | 2001 | 2011 | 2021 |
| ---- | ---- | ---- | ---- | ---- | ---- | ---- | ---- | ---- |
| 210  | 322  | 283  | 214  | 162  | 125  | 112  | 108  | 107  |

## Sehenswürdigkeiten

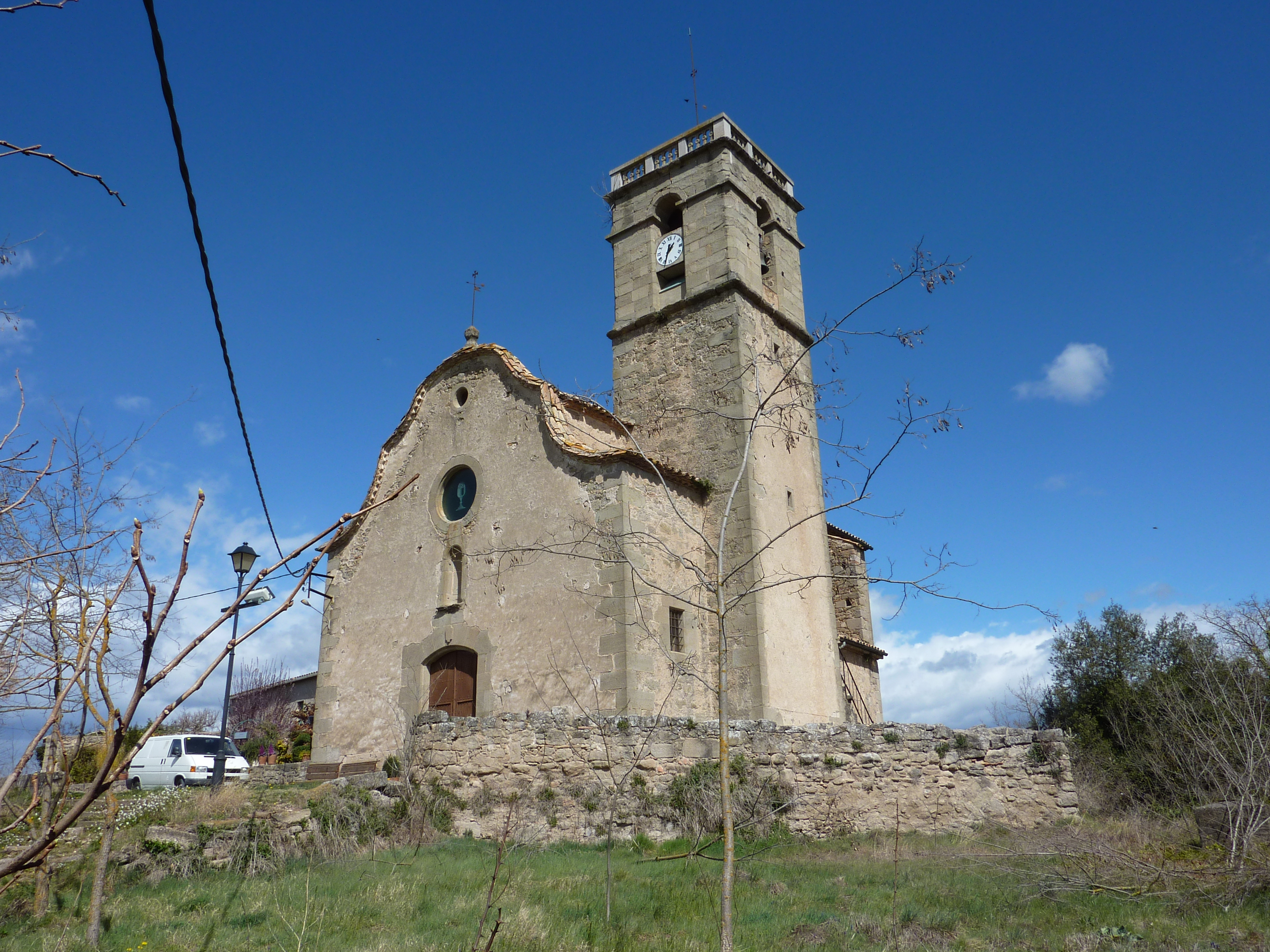
Martinskirche

- Martinskirche